# Аскольд (малый ракетный корабль)
«Аско́льд» — российский многоцелевой малый ракетно-артиллерийский корабль (МРК) 3-го ранга с управляемым ракетным вооружением проекта 22800 «Каракурт». Известен прежде всего тем, что ещё не пройдя испытания и не будучи введён в эксплуатацию, получил критические повреждения в результате боевых действий в ходе российско-украинского военного конфликта.

## Строительство
Малый ракетный корабль «Аскольд» был заложен 18 ноября 2015 года на Керченском судостроительном заводе «Залив». Имеет заводской номер 802. Ввод в эксплуатацию планировался в 2023 году.
21 сентября 2021 года корабль был спущен на воду и до ноября 2023 находился на испытаниях.
15 сентября 2023 МО РФ сообщило об уничтожении кораблём морского надводного дрона Украины.

## Ракетный удар
4 ноября 2023 года ВСУ произвели ракетный удар по заводу «Залив». На момент атаки «Аскольд» находился у причальной стенки и достраивался. По заявлениям ряда источников, он был поражён по крайней мере одной противокорабельной ракетой SCALP французского производства.
Шестого ноября появилась новая информация по поводу повреждений корабля, были обнародованы фотографии, сделанные неизвестными вскоре после взрыва ракеты. Судя по фотографиям и спутниковым снимкам, корабль остался на плаву, но получил критические повреждения: повреждена надстройка с РЛС и центральная часть корабля, где размещаются пусковые установки крылатых ракет.

## Командиры
- капитан 2 ранга Николай Григоренко.